# 李昪
李 昪（り べん）は、十国南唐の初代皇帝。廟号は烈祖。南唐を正統の王朝として認めない立場からは先主と呼ばれる。
幼少の頃に、淮南に勢力を構えた「呉」の重臣の徐温の養子となる。後に徐温の実子を排除して、徐温の後継となる。そして、ついには「呉」の睿帝から禅譲を受けて、皇帝となって「南唐」を建国した。即位後は戦争を起こさず、善政を尽くした。

## 生涯

### 幼少期
李昪のもとの名は徐知誥。その出身や幼少期の様子はよくわからない。確かなことは数えで8歳頃（895年）に徐温の養子となったということである。
李昪は皇帝に即位した後は唐の憲宗の八男の建王李恪の玄孫であると称したが、これが事実かどうかはわからない。『資治通鑑』には、皇帝となった後の李昪が役人に自分の祖先を誰にすべきかを諮問した記述すらある。
また、出身地もはっきりとしたことはわからないが、徐州の出身であるとしている記録が多い。『旧五代史』では海州の出身であるとしているが、これは養父の徐温の出身地と同じである。
徐温の養子となった経緯も詳しくはわからないが、大方の記録で大筋は一致している。すなわち、乾寧2年（895年）、後に「呉」を建国する楊行密が濠州を攻めた際に孤児を発見し、その子を楊行密自らが引き取った。この孤児こそが後の李昪である。しかし、この子が楊家の中で、楊行密の長男の楊渥と折り合いが悪かったために、楊行密は配下の徐温の養子とさせた。
徐温の家に預けられてからは、李昪は「徐知誥」と名付けられ、優秀な青年として育った。

### 徐温の後継者へ
楊行密は淮河以南長江以北の地に確固たる勢力を確立し、天復2年（902年）には唐から「呉王」と任命された。楊行密の死後は部下の徐温が「呉」の政治の実権を握った。
成人した徐知誥（李昪）は徐温の手足のコマとして働かされることとなる。
天祐6年（909年）に徐知誥（李昪）は昇州防遏使兼楼船副使に任命された。昇州の中心都市は金陵であり、徐温はこの金陵を自らの勢力の拠点にしようとしていたのである。そのために自分の養子である徐知誥（李昪）を昇州防遏使に、すなわち昇州の防衛官に任命したのである。また、楼船副使とは水軍の副指令であり、当時長江の下流や上流に敵を抱えた呉にとっては重要な役職であった。
天祐9年（912年）、徐知誥（李昪）は戦功により昇州刺史に任命され、昇州をよく治めた。この時、徐知誥は人材を広く集め、宋斉丘などの有能な側近を手に入れた。
徐温は自らの政権を確実にするために、「呉」の主要部を自らの親族で固めた。徐温自らは、昇州に駐屯して呉の政治を操り、実子の徐知訓を都の揚州においてこまごまとした政務をとらせ、徐温の昔の拠点である潤州には徐知誥を置いたのである。
天祐14年（917年）に徐知誥（李昪）は昇州から潤州に転任した。
徐知誥が有能であるといっても、徐温にとっては養子ではなく、やはり実子である長男の徐知訓に後を継がせようとしていた。しかし、徐知訓は有能ではなく、むしろ放蕩息子であった。また、徐知訓は徐知誥（李昪）といつも仲が悪く、徐知誥を宴会中に殺そうとした事もあった。
天祐15年（918年）6月、徐知訓は揚州で何者かに殺された。これを聞いた徐知誥は即座に揚州に入り、揚州での騒ぎを収拾した。このあまりにも素早い彼の対応に、徐温は「ひょっとして徐知誥（李昪）が仕組んで徐知訓を殺したのではないか？」と疑った。しかし、「呉」では徐知誥の声望が高く、徐知訓が無茶苦茶な人間であることも知れわたっていた。その為に徐温も敢えて徐知誥に手を出すわけにはいかなかった。また、徐温には、この時、徐知訓の他には成年に達した実子はいなかった。その為、徐知誥をいやおうなしに使わざるを得なかったのである。
翌月、徐知誥は淮南行軍節度副使・内外馬歩督軍副使に任命された。これは生前の徐知訓と同じ役職であり、徐知誥が徐温の代理人として都の揚州に駐在して政治を行っていくことを意味した。
天祐16年（919年）7月、呉越との戦いで徐知誥は「呉軍」を率い、大勝した。また、内政面では民力休養を推し進めた。
徐知誥は揚州で政務を執ることで日増しに力をつけていった。一方、徐温はそんな徐知誥が強力になりすぎるのを恐れた。
順義7年（927年）、徐温は徐知誥を失脚させようと決意し、自分の次男である徐知詢に政務を執らせようとした。しかし、徐温はこれを行う直前に死亡したのである。

### 褝譲
徐温の没後、その権力は徐知誥と徐知詢が分けあうこととなった。徐知誥は揚州に、徐知詢は昇州にあり、両者の関係はあまり芳しくなかった。しかしながら、徐知詢も遊び好きな性格であり、揚州にあって「呉」の政治を行ってきた徐知誥の方が人望は厚く、諸臣も徐知誥の方を頼った。
乾貞3年（929年）、徐知誥は昇州の徐知詢を「呉王」の命と称して揚州に呼び出した。そして、徐知詢の兵権を奪い去った。その後、徐知詢が徐知誥の権力に挑戦することはなかった。
大和3年（931年）、徐知誥は昇州に移った。この地を後々の拠点とする為である。揚州での細かな政務は長男の徐景通に任せた。翌年には昇州の中心都市である金陵を大きく拡張した。
徐知誥は「呉」の政治を思うがままに操り、最後の仕上げとして、睿帝から禅譲を受け、自ら皇帝となろうとした。
天祚元年（935年）には、尚父・太師・大丞相・大元帥・斉王となる。もはや禅譲は必至であった。
天祚3年（937年）3月、徐知誥（李昪）は名前を「徐誥」に改めた。「知」の字は徐温の息子達に共通してつけられている字であり、これを外すことによって、他の兄弟とは格が違うということを示したのである。
8月、睿帝から禅譲の詔が発せられた。10月に徐誥は江寧（金陵のこと、1月に改称された）において即位し、国号を「斉」とした。

### 即位後
昇元3年（939年）、徐誥は自ら唐の末裔と称し、名を「李昪」に改め、国号を「唐」とした。
烈祖（李昪）は即位後もそれまでと同じような政策を取りつづけた。すなわち、戦を減らし、民を休養させることを政治の基本とした。
対立が続いていた近隣諸国とも修好を深めた。例えば、長年対立してきた呉越の宮殿で火災が起きた時には、烈祖は火事見舞を贈るほどであった。
内政の面では、土地を持たない民に土地を与えるように命じた。さらに、開墾してできた土地の税を免除することで開墾を奨励した。治水も推進し、農業生産が増えるようにした。民の負担を減らす為に、宮殿を改修することもしなかった。
また、昇元6年（942年）9月に昇元格という法律を発した。当時死刑が頻繁に行なわれ、冤罪による処刑も多かったが、この法によって、みだりに死刑を執行してはならないということになった。
しかし、晩年は不老不死を目指し、道士のつくる怪しげな薬を常用し、これがために崩御した。昇元7年（943年）2月22日のことであった。永陵に埋葬された。
烈祖（李昪）という人間は潔癖な人間であった。寵愛した后妃が自らの子を太子にするように烈祖（李昪）に言うと、烈祖（李昪）は大いに怒り、この妃を尼にしたという。
李昪は無駄な戦争を避け、民衆の暮らしを安定させたという点では、名君であったといえよう。
その政治によって、その後の南唐の経済は発展し、後の絢爛なる文化を生み出す基となった。

## 宗室

### 后妃
- 正室：順妃王氏、皇后宋福金
- 側室：昭容嬪吉氏、平昌郡君孟氏

### 男子
- 元宗 李璟
- 楚王 李景遷
- 晋王 李景遂
- 斉王 李景達
- 江王 李景逷